# Strategia wyjścia
Strategia wyjścia – strategia likwidacji udziałów/akcji przeprowadzana przez fundusz venture capital lub fundusz private equity zgodnie z planem osiągnięcia jak najwyższego zwrotu.
Należą do niej: sprzedaż na rzecz inwestora branżowego, odpisy, spłata udziałów/akcji/pożyczek uprzywilejowanych, sprzedaż na rzecz innego inwestora kapitału podwyższonego ryzyka, sprzedaż na rzecz instytucji finansowej oraz sprzedaż w drodze oferty publicznej (łącznie z pierwszą ofertą publiczną).